# 徳島総合流通センター
徳島総合流通センター（とくしまそうごうりゅうつうセンター）は、徳島県徳島市川内町にある流通業を中心とした協同組合及び工業団地である。

## 沿革
- 1974年（昭和49年） - 徳島市内卸売業者が集団化し、経営近代化・合理化を図り、時代に対応するため協議を開始。
- 1976年（昭和51年） - 協同組合徳島総合流通センターを設立。
- 1984年（昭和59年） - 立地鑑定、用地取得、着工を行い35社分を竣工。

## 交通
- 徳島自動車道「徳島インターチェンジ」より車で約3分。
- JR徳島駅より車で約15分。